# منطقه قطنا
منطقه قطنا (به عربی: منطقة قطنا) یک منطقه در کشور سوریه است که در استان ریف دمشق واقع است.

## ویژگی‌ها
منطقه قطنا ۹۹۵٫۴۸ کیلومترمربع مساحت دارد. جمعیت این منطقه در سرشماری سال ۲۰۰۴ میلادی، ۲۰۷٬۲۴۵ نفر اعلام شد.